# Кіскань (комуна)
Кіскань, Кіскані (рум. Chiscani) — комуна у повіті Бреїла в Румунії. До складу комуни входять такі села (дані про населення за 2002 рік):
- Версетура (300 осіб)
- Кіскань (3904 особи)
- Лаку-Серат (1179 осіб)

Комуна розташована на відстані 166 км на північний схід від Бухареста, 10 км на південь від Бреїли, 125 км на північний захід від Констанци, 28 км на південь від Галаца.

## Населення
За даними перепису населення 2002 року у комуні проживали 5383 особи.
Національний склад населення комуни:
| Національність | Кількість осіб | Відсоток |
| -------------- | -------------- | -------- |
| румуни         | 5203           | 96,7%    |
| цигани         | 177            | 3,3%     |
| українці       | 2              | < 0,1%   |
| греки          | 1              | < 0,1%   |

Рідною мовою назвали:
| Мова       | Кількість осіб | Відсоток |
| ---------- | -------------- | -------- |
| румунська  | 5203           | 96,7%    |
| циганська  | 165            | 3,1%     |
| турецька   | 12             | 0,2%     |
| українська | 2              | < 0,1%   |
| грецька    | 1              | < 0,1%   |

Склад населення комуни за віросповіданням:
| Релігія            | Кількість осіб | Відсоток |
| ------------------ | -------------- | -------- |
| православні        | 5221           | 97,0%    |
| п'ятдесятники      | 127            | 2,4%     |
| баптисти           | 11             | 0,2%     |
| лютерани           | 6              | 0,1%     |
| адвентисти         | 5              | 0,1%     |
| римо-католики      | 3              | 0,1%     |
| реформати          | 1              | < 0,1%   |
| не вказали релігію | 1              | < 0,1%   |